# Kanton Amiens-1 (Ouest)
Der Kanton Amiens-1 (Ouest) war von 1973 bis 2015 ein französischer Wahlkreis im Arrondissement Amiens, im Département Somme und in der Region Picardie; sein Hauptort war Amiens.

## Gemeinden
Der Kanton bestand aus zwei Gemeinden und einem Teil der Stadt Amiens (angegeben ist hier die Gesamteinwohnerzahl; im Kanton lebten etwa 18.500 Einwohner der Stadt):
| Gemeinde          | Einwohner Jahr | Fläche km² | Bevölkerungsdichte | Code INSEE | Postleitzahl |
| ----------------- | -------------- | ---------- | ------------------ | ---------- | ------------ |
| Amiens            | 132.699 (2013) | –          | – Einw./km²        | 80021      | 80000        |
| Dreuil-lès-Amiens | 1.495 (2013)   | 3,18       | 470 Einw./km²      | 80256      | 80470        |
| Saveuse           | 875 (2013)     | 3,99       | 219 Einw./km²      | 80730      | 80470        |